# سرخان‌لی
سَرخان‌لی (به لاتین: Sərxanlı) یک منطقه مسکونی در جمهوری آذربایجان است که در شهرستان شرور واقع شده‌است. سرخان‌لی ۵۲۶ نفر جمعیت دارد.